# 51a edició dels Premis Sant Jordi de Cinematografia
La gala de la 51a edició dels Premis Sant Jordi de Cinematografia va tenir lloc el 23 d'abril de 2007. Com en anys anteriors, un jurat presidit per Conxita Casanovas i compost per diversos crítics i periodistes cinematogràfics de Barcelona va decidir mitjançant votació els qui eren els destinataris dels premis Sant Jordi que Ràdio Nacional d'Espanya-Ràdio 4 (RNE) concedeix anualment al cinema espanyol i estranger en els diferents apartats competitius i que en aquesta edició distingien a les pel·lícules estrenades al llarg de l'any 2006. Aquest sistema d'elecció fa que aquests guardons estiguin considerats com un reconeixement de la crítica barcelonina, i a més és un dels premis cinematogràfics més antics de Catalunya.
La gala es va celebrar en una carpa del Circ Raluy aixecada als exteriors del centre de producció de TVE Catalunya a Sant Cugat del Vallès. En aquesta edició s'hi incorpora per primer cop la Generalitat de Catalunya, a través de l'Institut Català de les Empreses Culturals, qui atorgarà un nou guardó: el premi a l'empresa més innovadora del sector cinematogràfic a Catalunya per tal de reconèixer el paper en l'impuls i difusió del cinema a Catalunya.

## Premis Sant Jordi

### Premis competitius
| Categoria                              | Premiat                   | Labor premiada             |
| -------------------------------------- | ------------------------- | -------------------------- |
| Millor pel·lícula espanyola            | El laberinto del fauno    | Pel·lícula                 |
| Millor actor en pel·lícula espanyola   | Quim Gutiérrez            | Azuloscurocasinegro Sin ti |
| Millor actriu en pel·lícula espanyola  | Verónica Echegui          | Jo sóc la Juani            |
| Millor ópera prima                     | La noche de los girasoles | Pel·lícula                 |
| Millor película estrangera             | Bona nit i bona sort      | Pel·lícula                 |
| Millor actor en película estrangera    | Daniel Craig              | Casino Royale L'intrús     |
| Millor actriu en pel·lícula estrangera | Robin Wright              | Nou vides                  |

### Premis honorífics
| Categoria                            | Premiat                   | Labor premiada                         |
| ------------------------------------ | ------------------------- | -------------------------------------- |
| Premi a la innovació en la indústria | Orbita Max                | Laboratori                             |
| Premi a la trajectòria professional  | Jordi Cortada i Argilés   | Empresari cinematogràfic               |
| Premi especial del Jurat             | Fotogramas                | Publicació en el seu 60 aniversari     |
| Premi especial RNE                   | Juan Luis Galiardo        | Trajectòria com a actor                |
| Menció especial a títol pòstum       | Joaquim Romaguera i Ramió | Trajectòria com a crític i historiador |

## Roses de Sant Jordi
Una vegada més es van lliurar les dues roses de Sant Jordi, premis concedits per votació popular entre els oïdors de Ràdio 4 seguidors del programa Va de cine de Conxita Casanovas, que recompensen a les que el públic considera millors pel·lícules nacional i estrangera.
| Categoria                    | Premiat                |
| ---------------------------- | ---------------------- |
| Millor pel·lícula espanyola  | Salvador (Puig Antich) |
| Millor pel·lícula estrangera | Babel                  |